# Haldor Lægreid
Haldor Lægreid (* 30. März 1970 in Tromsø) ist ein norwegischer Musicaldarsteller.

## Leben und Wirken
Nach dem Abitur in Trondheim ging Haldor Lægreid für drei Jahre an die Ballettakademie in Göteborg. Er wurde danach in Deutschland als Musicaldarsteller engagiert und war in Cats, West Side Story und Les Misérables zu sehen. 1998 stand Haldor in der Welturaufführung von Sophies Welt auf der Bühne der Schoßfestspiele Ettlingen. Zurück in Norwegen spielte er den Judas in Jesus Christ Superstar.
Als Gewinner des Melodi Grand Prix durfte er als Vertreter Norwegens beim Eurovision Song Contest 2001 in Kopenhagen teilnehmen. Seine Popballade On My Own landete dabei auf dem letzten Platz.
Seiner Karriere als Musicaldarsteller schadete dies nicht, er war bald darauf schon wieder in Deutschland, in Elisabeth in Stuttgart und in Tanz der Vampire in Berlin zu sehen.

## Diskografie
Singles
- 2001: On My Own